# Knipolegus franciscanus
La viudita del Río São Francisco o viudita de caatinga (Knipolegus franciscanus), es una especie de ave paseriforme de la familia Tyrannidae perteneciente al género Knipolegus. Es endémica del centro este de Brasil. Anteriormente fue considerada una subespecie de Knipolegus aterrimus.

## Distribución y hábitat
Se distribuye en el centro oriente de Brasil, desde el valle del río San Francisco en el suroeste de Bahía y centro norte de Minas Gerais hacia el oeste hasta el sureste de Tocantins (Serra Geral), noreste de Goiás y Distrito Federal.
Esta especie es considerada rara y local en sus hábitats naturales: los bosques caducifolios, principalmente cercanos a grandes afloramientos rocosos de caliza. Entre los 400 y 700 m s. n. m. de altitud.

## Sistemática

### Descripción original
La especie K. franciscanus fue descrita por primera vez por la ornitóloga germano – brasileña Maria Emilie Snethlage en 1928 bajo el nombre científico de subespecie Knipolegus aterrimus franciscanus; su localidad tipo es: «Lapa do Bom Jesus, Río São Francisco, Bahía, Brasil».

### Etimología
El nombre genérico masculino «Knipolegus» se compone de las palabras del griego «knips, knipos» que significa ‘insecto’, y «legō» que significa ‘agarrar’, ‘capturar’; y el nombre de la especie «franciscanus», se refiere a la localidad tipo, el río São Francisco.

### Taxonomía
Por mucho tiempo fue considerada una subespecie de Knipolegus aterrimus inclusive hasta recientemente y a pesar de las evidencias en contrario; estudios filogenéticos recientes encontraron que pertenecen a clados distantes. La separación fue validada por la aprobación de la Propuesta N.º 574 al Comité de Clasificación de Sudamérica (SACC), en marzo de 2013. Es monotípica.